# Сент Питерс (Мисури)
Сент Питерс (енгл. St. Peters) град је у америчкој савезној држави Мисури.

## Демографија
По попису из 2010. године број становника је 52.575, што је 1.194 (2,3%) становника више него 2000. године.
| Група             | 2000.          | 2010.          |
| Белци             | 47.929 (93,3%) | 47.414 (90,2%) |
| Афроамериканци    | 1.440 (2,8%)   | 1.939 (3,7%)   |
| Азијати           | 632 (1,2%)     | 971 (1,8%)     |
| Хиспаноамериканци | 768 (1,5%)     | 1.319 (2,5%)   |
| Укупно            | 51.381         | 52.575         |